# Киренск (аэропорт)
Ки́ренск — региональный аэропорт в 3 км к западу от города Киренска Иркутской области. Обеспечивает регулярное авиасообщение с областным центром — Иркутском (655 км), а также другими аэропортами Иркутской области.
Во время Великой Отечественной войны аэропорт являлся неотъемлемым звеном воздушной трассы Алсиб, по которой перегоняли боевые самолёты из США в СССР. Сейчас аэропорт Киренск имеет важное стратегическое значение для севера Иркутской области. Предприятие выполняет авиационные работы по охране лесов от пожаров в Иркутской области и Забайкальском крае, выполняет чартерные рейсы в северные пункты Иркутской области, не имеющие наземной связи с Большой землёй. В состав авиапредприятия входят аэропорты Киренск, Казачинское, Ербогачён, Жигалово и 14 других посадочных площадок.

## Принимаемые типыВС
Ан-2, Ан-24, Ан-26, Ан-28, Ан-30, Ан-74, Як-40, Л-410, Ми-2, Ми-8, Ми-26. Классификационное число ВПП (PCN) 15/F/D/X/T.

## Показатели деятельности
| год             | 2014 | 2015 | 2016 | 2017 |
| тыс. пассажиров | 50,8 | 30,2 | 29,2 | 29,0 |
| Источники:      |      |      |      |      |